# Dysmachus semidesertus
Dysmachus semidesertus är en tvåvingeart som beskrevs av Pavel Lehr 1966. Dysmachus semidesertus ingår i släktet Dysmachus och familjen rovflugor.
Artens utbredningsområde är Kazakstan. Inga underarter finns listade i Catalogue of Life.